# Andrzej Średniawski
Andrzej Średniawski (13. října nebo 30. listopadu 1857 Górną Wsią – 13. listopadu 1931 Górną Wsią) byl rakouský politik polské národnosti z Haliče, na počátku 20. století poslanec Říšské rady, v meziválečném období poslanec polského Sejmu a senátor Polského senátu.

## Biografie
Pocházel z rodiny zemědělce. Vychodil národní školu v Myślenicích. Byl veřejně a politicky činný. Zastával funkci místopředsedy okresního zastupitelstva, ředitele okresní spořitelny v Myślenicích a člena okresní školní rady. V době svého působení v parlamentu se uvádí jako zemědělec v obci Górną Wsią. V roce 1895 se účastnil ustavujícího sjezdu Polské lidové strany a od roku 1898 byl i členem jejího vedení. Byl činný v rolnických spolcích. Roku 1895 se stal rovněž poslancem Haličského zemského sněmu. V zemských volbách roku 1901 mandát neobhájil. Téhož roku se nicméně stal místopředsedou předsednictva Polské lidové strany. V roce 1913, kdy došlo ve straně k rozkolu, se přiklonil k Polské lidové straně „Piast”, ve které zastával vedoucí posty. Za první světové války zastával prorakouskou orientaci. Podporoval polské legie. Byl stoupencem polské nezávislosti a názorově se tehdy odklonil od své strany. Rezignoval proto na funkce v jejím vedení.
Působil také coby poslanec Říšské rady (celostátního parlamentu Předlitavska), kam usedl ve volbách do Říšské rady roku 1907, konaných poprvé podle všeobecného a rovného volebního práva. Byl zvolen za obvod Halič 37. Mandát obhájil ve volbách do Říšské rady roku 1911.
V roce 1907 byl uváděn jako člen Polské lidové strany. Po volbách roku 1907 i 1911 byl na Říšské radě členem poslaneckého Polského klubu.
Od roku 1919 do roku 1922 zasedal na ústavodárném polském Sejmu. Pak byl od roku 1922 do roku 1930 členem Polského senátu. Koncem 20. let byl předsedou parlamentního klubu Polské lidové strany „Piast”. V březnu 1931 vznikla fúzí této strany a subjektu Stronnictwo Chłopskie nová politická formace Stronnictwo Ludowe. V té době již ale Średniawski byl těžce nemocen. Trpěl chorobou kostí. V nemocnici mu byly amputovány obě nohy. Nechal se propustit do domácí péče a téhož roku zemřel. Pohřben byl za velké účasti veřejnosti. Smuteční proslov měl mj. Wincenty Witos.
Po Średniawském se jmenuje škola v Myślenicích.